# The Honeys
The Honeys è una commedia teatrale scritta da Roald Dahl nel 1955. Rappresentata a Boston, Philadelphia e New Haven per la regia di Reginald Denham, sbarcò a Broadway il 28 aprile 1955 con Hume Cronyn, Jessica Tandy e Dorothy Strickney diretti da Frank Corsaro.
Nonostante avesse ricevuto ottimi consensi dalla critica statunitense, lo spettacolo ottenne sole 36 rappresentazioni. Il suo breve periodo vide divergenze artistiche e umane fra Dahl e il direttore del teatro, che si attendeva una commedia di breve durata. L'opera, basata su alcune storie tratte dalla raccolta Someone like You dello stesso Dahl, è incentrata sulla storia di due sorelle decise ad uccidere i rispettivi mariti.
Nel 1956 lo spettacolo venne candidato al Tony Award per la migliore scenografia, ad opera di Ben Edwards.